# River Soar
Der River Soar ist ein rechter Nebenfluss des River Trent in den englischen East Midlands.

## Flusslauf
Der River Soar entspringt in der Nähe von Hinckley in Leicestershire und fließt durch Leicester (wo er mit dem Grand-Union-Kanal in Aylestone zusammenfließt), Barrow upon Soar und Kegworth. In der Nähe von Ratcliffe on Soar in Nottinghamshire fließt er in den River Trent, dieser in den Humber, der wiederum in die Nordsee mündet.
Der Legende nach wurde die Leiche des englischen Königs Richard III. in den River Soar geworfen. Seine Überreste wurden jedoch 2012 unter einem Parkplatz entdeckt und 2013 durch DNA-Analysen eindeutig zugeordnet.